# Jazz Jamaica

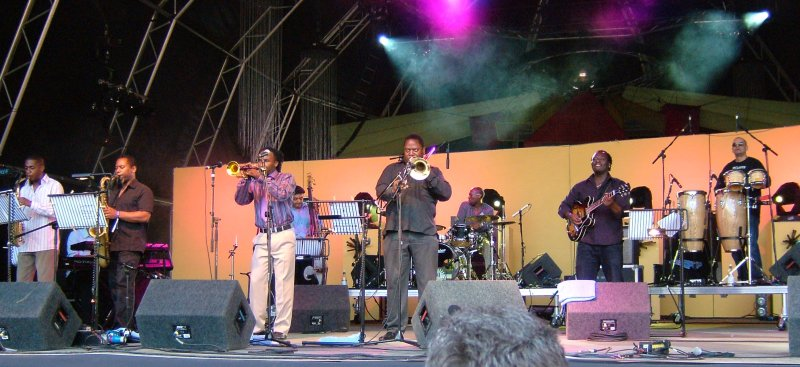
Jazz Jamaica

Jazz Jamaica ist eine Londoner Jazz-/Reggae-Musik-Gruppe, gegründet und geleitet von dem Kontrabassisten Gary Crosby. Sie wurde von The Independent als „eine der führenden britischen 'Good Time'-Bands“ bezeichnet.

## Geschichte
Jazz Jamaica wurde im Jahr 1991 gegründet. Crosby versammelte eine Gruppe von Musikern aus der Bereichen Jazz und Reggae. Die Band wurde inspiriert von den Rhythmen der traditionellen jamaikanischen Musik bzw. karibischer Musik und ist in ihrem improvisierten Charakter am Jazz orientiert. Sie spielt eine Fusion von Mento, Ska, Reggae und Jazz. Das Repertoire besteht sowohl aus klassischen und modernen Jazzstandards als auch jamaikanischen Volksliedern und Ska- sowie Reggaestandards.
Die Band wurde im Laufe der Zeit immer mehr vergrößert. Crosby und seine Musiker haben als Vertreter dieser musikalischen Fusion, die auch  skazz genannt wird, weltweit Anerkennung erworben.
Im März 1999 erweiterte Crosby die Besetzung von Jazz Jamaica zur Big Band, indem eine Reihe von Gast-Solisten angeworben hat, wie Denys Baptiste, Andy Sheppard, Soweto Kinch, Juliet Roberts, Orphy Robinson, Guy Barker, Dennis Rollins, Kevin Robinson, Ashley Slater, Annie Whitehead und Alex Wilson. Das führte zu den Jazz Jamaica All Stars, einer 20-köpfigen Band mit Gesang, fünf Saxophonen, vier Trompeten, vier Posaunen und einer Rhythmusgruppe aus Klavier, Gitarre, Bass und Schlagzeug.
Im Jahr 2002 gewann Jazz Jamaica die Auszeichnung als beste Band bei den BBC Jazz Awards.
Im Jahr 2004 arbeitete Jazz Jamaica mit Hugh Masekela, und einem Chor junger Menschen für ein Konzert im Barbican Centre als Teil des Programms des City of London Festival für den zehnten Geburtstag Südafrikas Demokratie.
Im Jahr 2005 veröffentlichten sie Motorcity Roots, ein Album mit gecoverten Motown-Songs und tourten in Großbritannien und Europa.

## Diskographische Hinweise
- Skaravan (1993; Skazz, neu aufgelegt bei Hannibal)
- Double Barrel (2002, Hannibal)
- Massive (2004, Dune)[6]
- Motorcity Roots (2005, Dune)